# Peter Hartley
Peter Hartley (ur. 3 kwietnia 1988 w Hartlepool) – angielski piłkarz grający na pozycji środkowego obrońcy. W sezonie 2020/2021 występuje w klubie Jamshedpur FC, którego jest kapitanem.

## Kariera juniorska
Hartley grał w młodzieżowych drużynach Sunderlandu w latach 2000–2006.

## Kariera seniorska

### Sunderland

#### Sunderland U23
Hartley trafił do drużyny rezerw Sunderlandu 1 lipca 2006 roku. Grał tam przez trzy lata.

#### Sunderland
Hartley rozegrał jeden mecz w barwach pierwszego zespołu Sunderlandu. Było to spotkanie z Leicester, wygrane przez ekipę „Czarnych Kotów” 2:0.

### Chesterfield
Hartleya wypożyczono do Chesterfield 21 lutego 2008 roku. Zadebiutował dla tego klubu dwa dni później w meczu z Brentfordem (wyg. 1:0). Łącznie Anglik rozegrał dla Chesterfield 12 spotkań, nie zdobywając żadnej bramki.

### Plymouth Argyle
Hartley przeniósł się do Plymouth Argyle 1 lipca 2014 roku. Debiut dla tego klubu zaliczył on 9 sierpnia 2014 roku w meczu z Cambridge United (przeg. 1:0). Pierwszą bramkę piłkarz ten zdobył 13 września 2014 roku w przegranym 2:1 spotkaniu przeciwko Morecambe. Ostatecznie dla Plymouth Argyle Anglik rozegrał 96 meczów, strzelając 5 goli.

### Jamshedpur FC
Hartley podpisał kontrakt z Jamshedpur FC 6 września 2020 roku. Zadebiutował dla tego zespołu 24 listopada 2020 roku w przegranym 1:2 spotkaniu przeciwko Chennaiyin. Pierwszego gola zawodnik ten strzelił 17 stycznia 2021 roku w meczu z NorthEast United FC (przeg. 1:2). Do 12 czerwca 2021 roku Anglik wystąpił w barwach Jamshedpur FC w 19 spotkaniach, zdobywając 2 bramki.

## Sukcesy
Sukcesy w karierze klubowej:
- Puchar Szkocji w piłce nożnej – 1x, z Motherwell F.C., sezon 2017/2018
- Scottish Premiership – 1x, z Motherwell F.C., sezon 2017/2018